# Аброзавр
Аброзавр (лат. Abrosaurus) — рід динозаврів з групи завроподів-макронарій, що жили в ранньому юрському періоді (близько 168—161 млн років тому) на території нинішньої Азії, один з багатьох динозаврів, що знайдені в кар'єрі Dashanpu провінції Сичуань, Китай. Як і більшість завроподів, Abrosaurus був чотириногим травоїдним динозавром, але досить малим у порівнянні з іншими завроподам, не більше ніж 9 метрів завдовжки. Голова його нмала квадратну форму із закругленими боками, увінчану невеликим кістлявим гребнем, в основі якого знаходилися ніздрі.
Рід містить єдиний вид — А. dongpoi, і названий на честь китайського поета XI століття Су Ши, також відомого як Су Дунпо, який народився в провінції Сичуань.